# Gniewkowo
Gniewkowo (niem. Argenau) – miasto w Polsce położone w województwie kujawsko-pomorskim, w powiecie inowrocławskim, siedziba gminy miejsko-wiejskiej Gniewkowo. W latach 1975–1998 miasto administracyjnie należało do województwa bydgoskiego. Jest lokalnym ośrodkiem przemysłowym, a także handlowo-usługowym. Według danych GUS z 31 grudnia 2022 r. Gniewkowo liczyło 6722 mieszkańców.

## Położenie

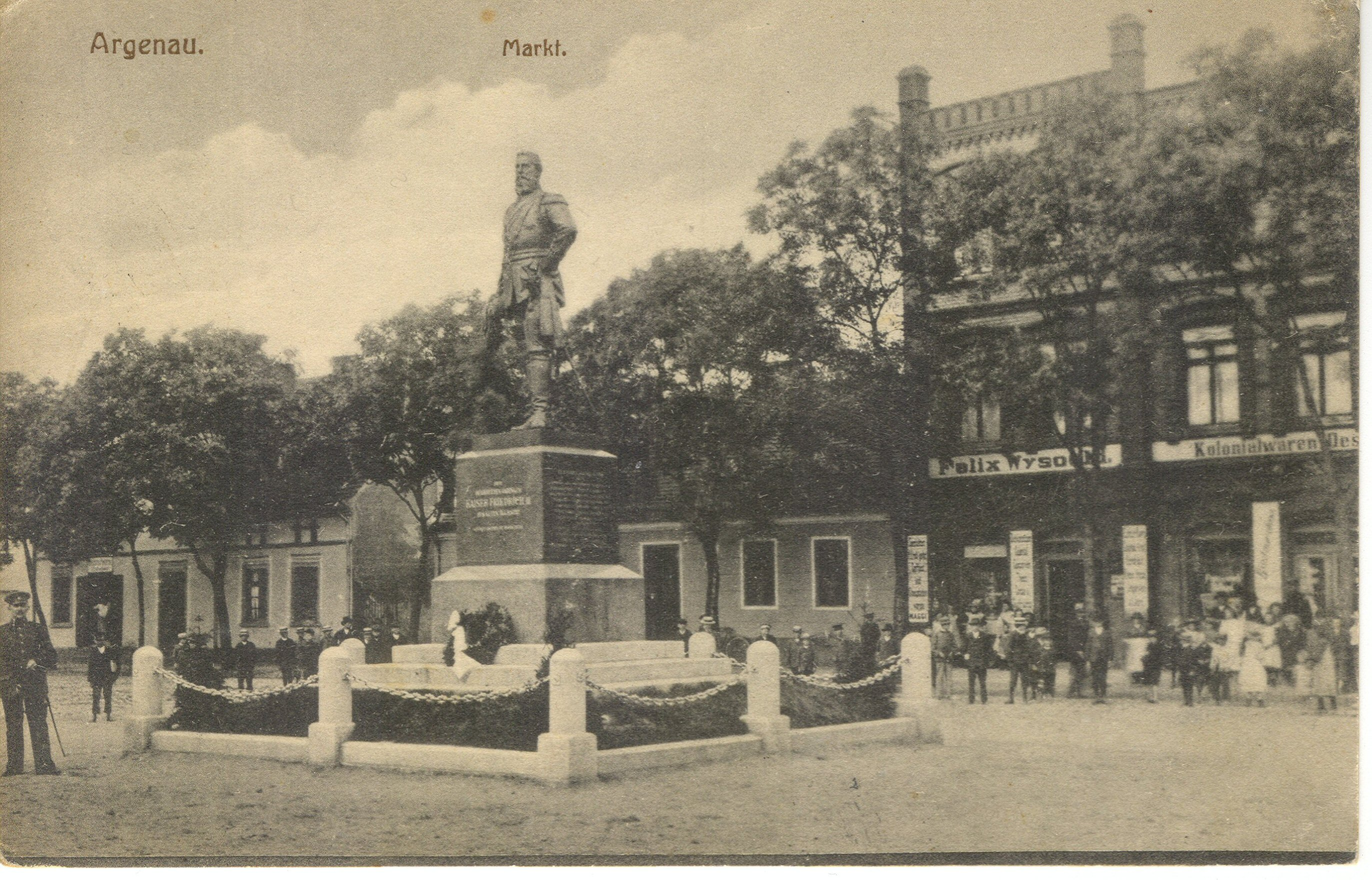
Stara pocztówka z Gniewkowa

Gniewkowo leży w południowej części województwa kujawsko-pomorskiego w powiecie inowrocławskim. Obszar miasta obejmuje 918 ha, a zamieszkiwane jest przez 6722 osoby. W pobliżu Gniewkowa znajdują się duże kompleksy leśne. Rzeźba terenu jest płaska. Gniewkowo położone jest na ważnym międzynarodowym szlaku kolejowym (linia kolejowa nr 353: Poznań Wschód - Skandawa).

## Historia

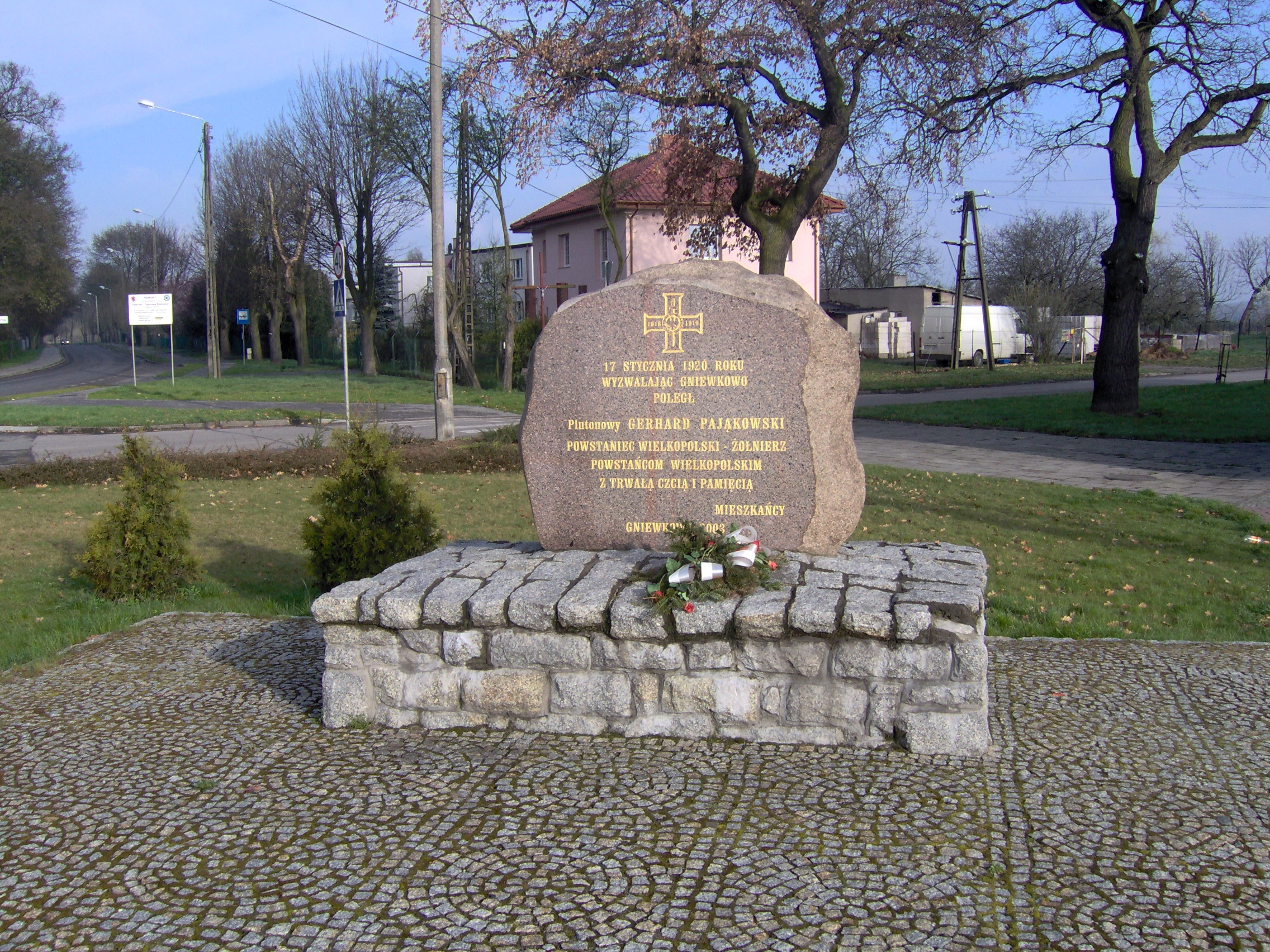
Obelisk upamiętniający powstańca wielkopolskiego poległego w walkach pod Gniewkowem

Pierwsza wzmianka w źródłach pisanych pojawiła się o Gniewkowie w 1185 roku. Wówczas książę mazowiecki Leszek Bolesławowic nadał kanonikom z Włocławka kaplicę w Gniewkowie (capellam in Gniewco). Nadanie osadzie praw miejskich nastąpiło między latami 1268-1271. Gniewkowo było siedzibą kasztelanii, a od 1314 roku stolicą jednego z udzielnych księstw kujawskich. W mieście znajdował się gród księcia kujawskiego Kazimierza III gniewkowski. Warownia powstała nieco wcześniej, najpewniej w związku z pogłębianiem się podziałów dzielnicowych i w efekcie wyodrębnienia się na przełomie XIII i XIV wieku kasztelani gniewkowskiej. W 1332 roku podczas kolejnego etapu wojny z Zakonem Krzyżackim Gniewkowo zostało oblężone przez Krzyżaków. Książę Kazimierz III zdając sobie sprawę, że nie jest w stanie obronić grodu, zobowiązał się opuścić miasto, a nie chcąc by urządzenie obronne dostały się w ręce Krzyżaków - gród spalił. Przypuszczalnie to podczas tego najazdu Krzyżacy zamordowali rajcę miejskiego Mikołaja Micholę i innych mieszkańców miasta, o czym zeznawano podczas procesu polsko-krzyżackiego w 1414 roku. Według niepotwierdzonych opinii w Gniewkowie Krzyżacy zbudowali zamek Argenau podczas okupowania przez nich miasta w latach 1332-1343. Po zawartym przez Kazimierza Wielkiego z Krzyżakami Pokoju kaliskim w 1343 roku, książę Kazimierz III odzyskał Gniewkowo i jego syn Władysław Biały władał nim do 1363 roku. Wtedy też książę Władysław Biały oddał w zastaw księstwo Kazimierzowi Wielkiemu za 1000 florenów.
Kronikarz Janko z Czarnkowa zanotował, że w czasach panowania króla Ludwika Węgierskiego zamki we Włocławku, Złotorii, Szarleju i Gniewkowie opanował we wrześniu 1373 roku książę Władysław Biały, który w tym celu wrócił na Kujawy z Dijon we Francji. Władysław Biały zajmował Gniewkowo krótko, ponieważ wobec szybkiej reakcji lojalnej wobec Ludwika szlachty wielkopolskiej i kujawskiej dowodzonej przez Sędziwoja z Szubina, Władysław zmuszony był zwrócić zamek w Gniewkowie, który jednak przy okazji został spalony. Do ponownego konfliktu doszło w 1375, kiedy Władysław, korzystając z pomocy Ulrricha von Osten z Drezdenka, a nawet oddziałów burgundzkich Filipa Śmiałego, ponownie wtargnął na Kujawy, zdobywając zamek w Złotorii, zamek w Raciążku i Gniewkowo. Tym razem obie strony były lepiej przygotowane do starć zbrojnych i jeszcze w 1375 armia królewska pokonała Władysława Białego w bitwie pod Gniewkowem. Aby zażegnać roszczenia w 1377 roku król Ludwik kupił od Władysława Białego księstwo gniewkowskie za 10 tys. florenów. W 1378 roku Gniewkowo od króla Ludwika Węgierskiego w lenno otrzymał książę Władysław Opolczyk i posiadał je do 1391 roku.
W 1418 roku Gniewkowo było celem najazdu dokonanego przez starostę inowrocławskiego Jaranda z Brudzewa. W 1450 roku w przywileju króla Kazimierza Jagiellończyka wspomniano, że w Gniewkowie istniał dwór (curia). Później Gniewkowo było lennem rodziny Kościeleckich (1457–1599). W średniowieczu miasto być może posiadało drewniano-ziemne umocnienia, o czym m.in. może świadczyć nazwa jednej z ulic Wałowa. W trakcie Potopu szwedzkiego w połowie XVII wieku spalony został dwór starostów gniewkowskich, zabudowa gospodarcza oraz połowa domów w mieście.
W wyniku I rozbioru Rzeczypospolitej w 1772 miasto zostało włączone do Prus. W 1879 administracja pruska zgermanizowała nazwę miasta na Argenau. Nazwa utrzymała się do 1920 roku, kiedy to miejscowość na mocy traktatu wersalskiego powróciła do Polski. Od dnia 7 września 1939 roku miasto znajdowało się pod okupacją niemiecką. Podczas okupacji hitlerowskiej Niemcy, korzystając z list sporządzonych przez mieszkańców Gniewkowa i Inowrocławia narodowości niemieckiej, zatrzymali, a następnie zamordowali w lesie na północ od miasta około 4 tys. Polaków (Zbrodnia w lasach gniewkowskich).
Zdobycie Gniewkowa 21 stycznia 1945 przez żołnierzy Armii Czerwonej z 2 Gwardyjskiej Armii Pancernej 1 Frontu Białoruskiego, pozwoliło na włączenie miejscowości w granice Polski Ludowej po pokonaniu III Rzeszy Niemieckiej.

## Zabytki

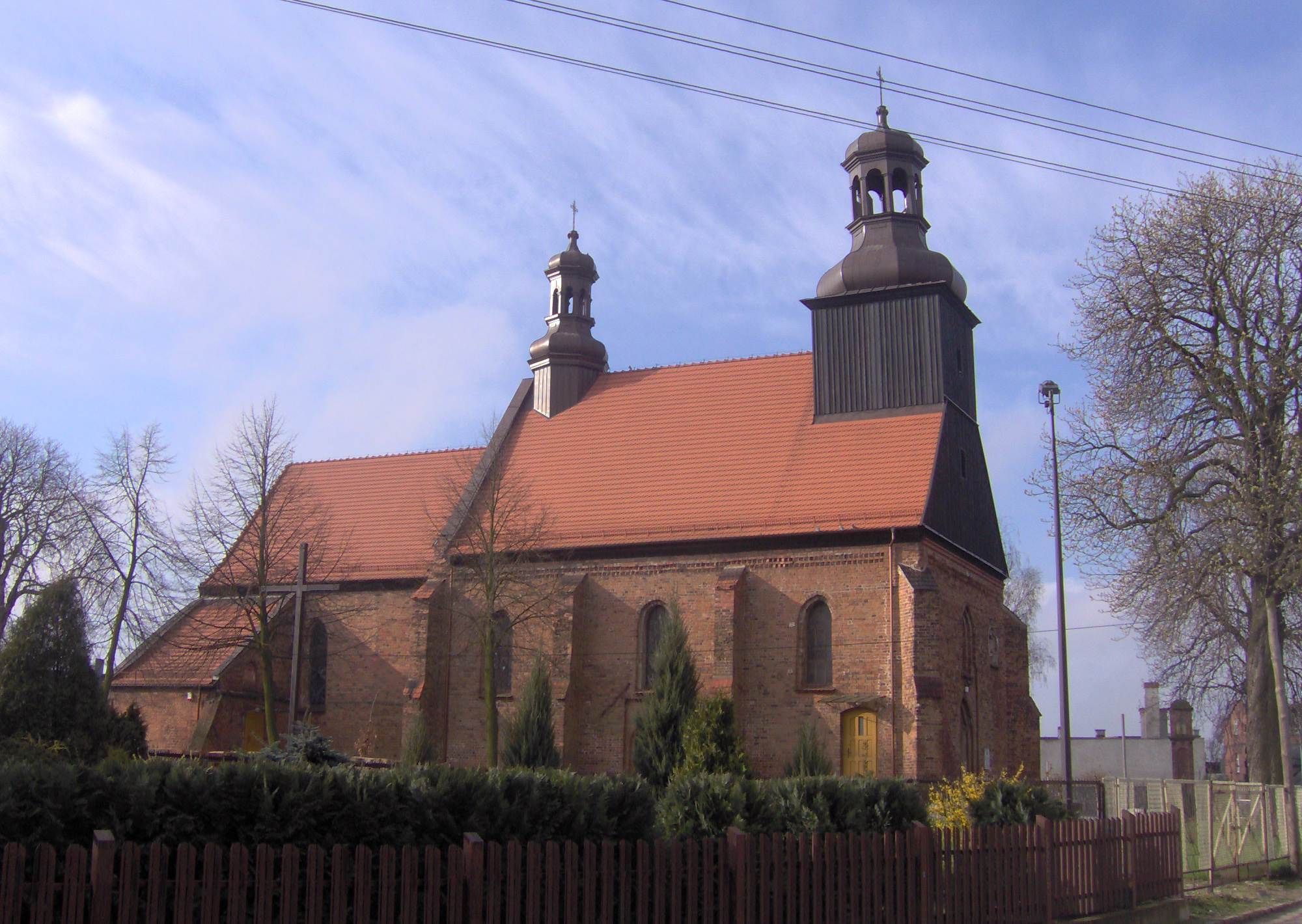
Kościół śś. Mikołaja i Konstancji

- kościół św. Mikołaja i Konstancji z XIV w., przebud. w 1871, siedziba parafii pod tym samym wezwaniem;
- dawna synagoga z 1880, obecnie muzeum miejskie; przed 1950 pełniła funkcję magazynu;
- kościół Najświętszego Serca Pana Jezusa (poewangelicki), neogotycki z końca XIX wieku, siedziba parafii pod tym samym wezwaniem;
- cmentarz rzymskokatolicki z 1891 roku;
- ratusz z 1908 r., ul. Dworcowa 17;
- hotel z 1897 r. (ob. dom z oficyną), ul. Dworcowa 1, 1897;
- Dom z 1767 r., Rynek 14;
- 30-metrowa wieża ciśnień, ul. Pająkowskiego 6

## Sport i rekreacja

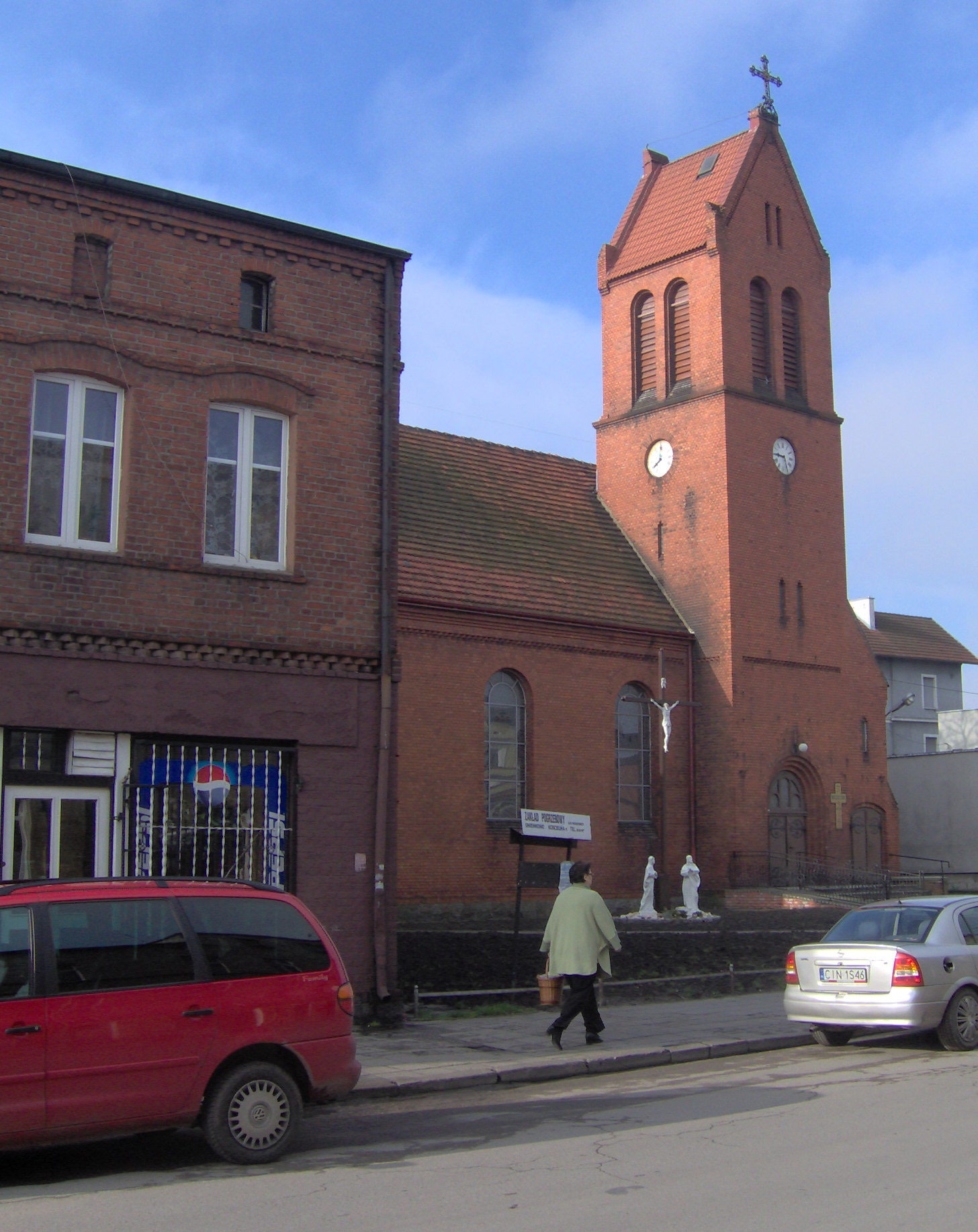
Kościół poewangelicki Najświętszego Serca Pana Jezusa

W mieście działają następujące kluby sportowe:
- MLKS UNIA Gniewkowo, obecnie grający w klasie okręgowej
- Uczniowski Klub Sportowy „MGOKSiR” Gniewkowo
- Stowarzyszenie LZS „Gniewko”
- Towarzystwo Gimnastyczne „Sokół” Gniewkowo
- Klub koszykarski Harmattan Gniewkowo (1994-2011)
- KS Gniewkowo

Znajduje się tu stadion miejski i boiska „Orlik 2012” oraz hala sportowa Miejsko-Gminnego Ośrodka Kultury, Sportu i Rekreacji w Gniewkowie (w budynku Szkoły Podstawowej przy ulicy Toruńskiej 40).

## Edukacja
- Przedszkola
  - Przedszkole „Bajkowa Kraina”
  - Niepubliczne przedszkole „Parowozik”
- Szkoły Podstawowe
  - Szkoła Podstawowa nr 1 im. Wojska Polskiego
  - Szkoła Podstawowa nr 2 im. Jana Dreckiego
- Szkoły Ponadgimnazjalne
  - Branżowa Szkoła I stopnia w Gniewkowie
  - Liceum Ogólnokształcące dla dorosłych  w Gniewkowie
- Samorządowy Zespół Ekonomiczno-Administracyjny Szkół w Gniewkowie

## Kościoły
- Rzymskokatolickie

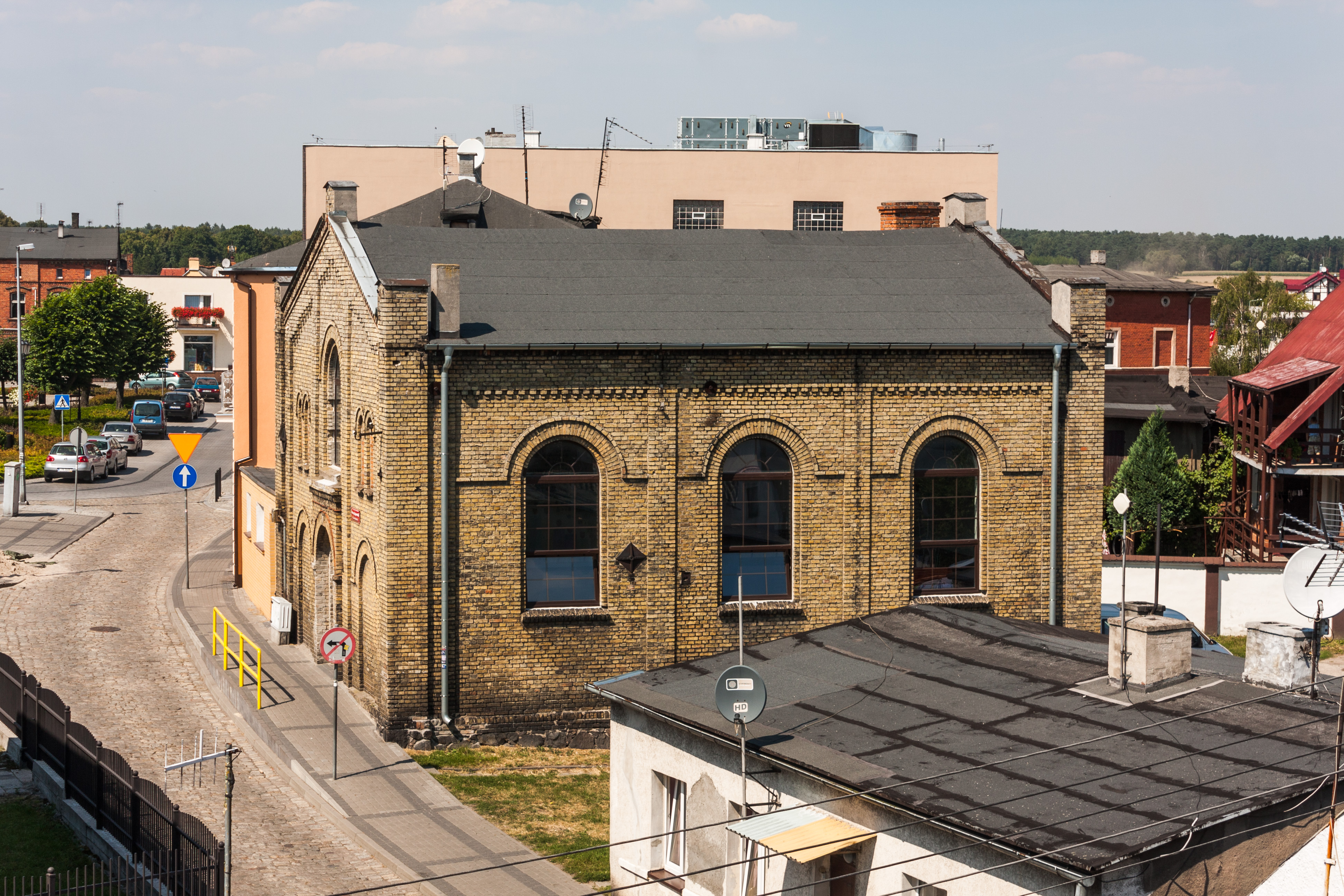
Dawna synagoga, przyszła siedziba Muzeum Regionalnego

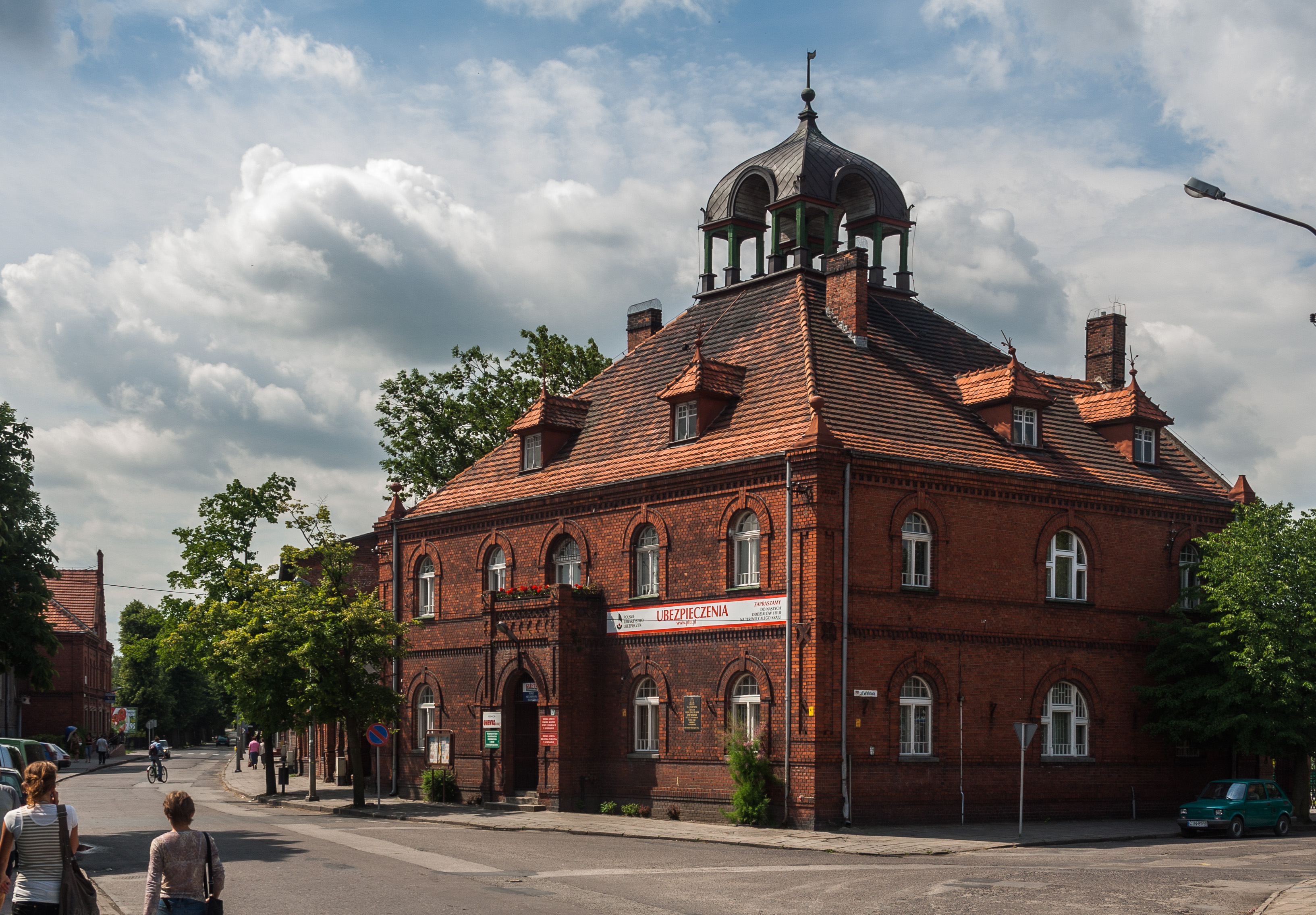
Ratusz w Gniewkowie

  - Parafia Najświętszego Serca Pana Jezusa w Gniewkowie
  - Parafia św. Mikołaja i św. Konstancji w Gniewkowie

Miasto jest siedzibą dekanatu gniewkowskiego.

## Kultura
Instytucje, które mają na celu rozwój kultury to m.in.:
- ROD „Siła” i „Gniewko” Gniewkowo
- Towarzystwo Miłośników Gniewkowa
- Miejsko-Gminny Ośrodek Kultury, Sportu i Rekreacji w Gniewkowie

W mieście działa zespół Gniewkowianie.

## Turystyka
W pobliżu Gniewkowa rozciągają się duże obszary leśne wchodzące w skład Puszczy Bydgoskiej, a w pobliskiej Suchatówce znajduje się jezioro „Nowe”. Bazę noclegową oferują gospodarstwa agroturystyczne, funkcjonujące w okolicach jeziora oraz motel "Harasówka" w Gniewkowie.

## Komunikacja
Przez Gniewkowo przebiega linia kolejowa nr 353. Na dworcu zatrzymują się wszystkie pociągi Regio.
Przez miasto przebiega droga krajowa i wojewódzka:
- droga krajowa nr 15 (Trzebnica – Ostróda), w przebiegu której zbudowano obwodnicę centrum miasta,
- Droga wojewódzka nr 246 (Dąbrowa Biskupia – Paterek).

## Demografia
Wykres liczby ludności miasta Gniewkowo na przestrzeni ostatnich 30 lat.
Struktura demograficzna mieszkańców Gniewkowa wg danych z 31 grudnia 2022

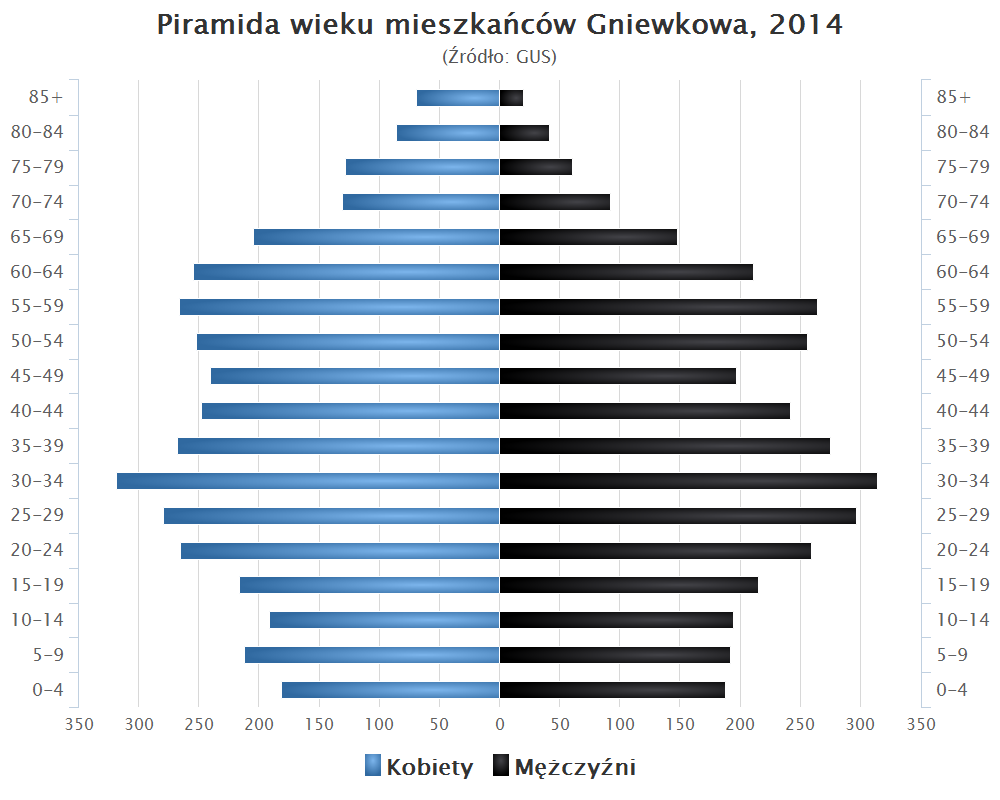
Piramida wieku mieszkańców Gniewkowa w 2014 roku

| Opis                              | Ogółem | Ogółem | Mężczyźni | Mężczyźni | Kobiety | Kobiety |
| --------------------------------- | ------ | ------ | --------- | --------- | ------- | ------- |
| jednostka                         | osób   | %      | osób      | %         | osób    | %       |
| populacja                         | 6722   | 100    | 3230      | 48,05     | 3492    | 51,95   |
| gęstość zaludnienia (mieszk./km²) | 732,2  | 732,2  | 351,9     | 351,9     | 380,3   | 380,3   |

## Gospodarka
W mieście znajdują się duże zakłady przemysłowe, m.in. Fabryka Świec KCB Interlight oraz zakłady przetwórstwa warzyw Bonduelle. W mieście rozwijają się także handel i usługi. Znajduje się tutaj centrum handlowe "Galeria Gniewkowo"

## Urzędy i instytucje
Urzędy i instytucje:
- Urząd Miejski
- Urząd Stanu Cywilnego
- Nadleśnictwo Gniewkowo

## Najdłuższa sztafeta w Polsce
17 maja 2016 roku, Gniewkowo uczciło 1050 rocznicę Chrztu Polski. Z tej okazji, podczas Dni Miasta, na Rynku Miejskim odbyła się najdłuższa sztafeta w Polsce. Każdy z uczestników miał do pokonania jedno z 3168 okrążeń gniewkowskiego rynku. Niektórzy wystartowali kilkakrotnie. Po przebiegnięciu 305 metrów, zawodnik przekazywał pałeczkę kolejnej osobie z listy startowej. Sztafeta trwała 4 dni i 4 noce. W sztafetę zaangażowali się mieszkańcy całego województwa - przebiegło ponad 3200 osób. Zanim pierwszy zawodnik stanął na linii startu, ówczesny burmistrz Gniewkowa Adam Roszak wciągnął na maszt flagę 966 i rozległ się Hymn Polski. Patronat honorowy przyjęli: Prymas Polski Wojciech Polak i wojewoda Mikołaj Bogdanowicz, którzy również przebiegli jedno z 3168 okrążeń. Na zakończenie sztafety odbył się koncert polskiej wokalistki Urszuli.